# Lara Álvarez González
Lara Álvarez González (Gijón, 29 de maig de 1986) és una periodista i presentadora de televisió asturiana.

## Biografia
Va estudiar en el Col·legi de la Immaculada de Xixón i es va llicenciar en periodisme al Centre Universitari Villanueva. Una de les seves professores al Centre Universitari va ser Nieves Herrero, la qual li va donar la seva primera oportunitat als 19 anys com a col·laboradora del programa Hoy por ti de Telemadrid.
El 2006, abans de començar la seva trajectòria com a periodista i presentadora esportiva, va participar en una campanya publicitària de Tiempo BBDO per a MTV: una cançó titulada «Amo a Laura —pero esperaré hasta el matrimoni—», paròdia de la castedat prematrimonial, interpretada per un fals grup musical anomenat Los Happiness.
Va ser presentadora del programa Ahorro y Finanzas de TeleAsturias i el 2010 va ser reportera del programa Animax Comandos, del canal Animax.
També l'any 2010 es va unir, al costat d'Enrique Marquès i Juan Antonio Villanueva, a l'equip del programa Marca gol, de Marca TV, i al programa d'actualitat esportiva Tiramillas, de la mateixa cadena.
El 21 de desembre d'aquest mateix any es va incorporar a l'equip de La Sexta Deportes, a la cadena generalista La Sexta, on va realitzar labors de presentadora i reportera, i el dia 31 del mateix mes va ser l'encarregada de donar les campanadas de finalització d'any per a Marca TV al costat del director de la cadena, Felipe del Campo.
L'11 de juliol de 2011 es va fer públic el seu fitxatge per Cuatro, on va ser responsable de la informació esportiva del programa de reportatges Qué quieres que te diga, una adaptació d'España Directo que es va saldar amb un fracàs d'audiència i va retirar-se a les poques setmanes de l'estrena. Des de setembre del mateix any fins a febrer de 2012 va presentar l'edició nocturna de Deportes Cuatro, programa que va abandonar per unir-se al nou equip de retransmissions de MotoGP. El 26 de febrer de 2013 Mediaset Espanya va anunciar que prescindia d'ella i de Marco Rocha per retransmetre les carreres de MotoGP de la temporada següent.
El 22 d'agost de 2013 va fitxar per la Sexta per copresentar la segona temporada de Jugones, programa d'informació esportiva, fins que el 4 de març de 2014 va comunicar que abandonava el programa per començar nous projectes. A finals del mateix mes va començar com a col·laboradora del programa En el aire en la mateixa cadena.
A la fi d'agost de 2014 es va donar a conèixer la seva incorporació, com a co-presentadora, al programa matinal Espejo público, d'Antena 3. El 23 de setembre del mateix any es va anunciar la seva incorporació al programa de ràdio 80 i la madre, de M80 Radio, i al desembre es va donar a conèixer la seva tornada al grup Mediaset Espanya.
Un mes després, el gener de 2015, es va incorporar al programa Todo va bien com a substituta de la cantant Edurne, i l'11 de març es va confirmar la seva incorporació com co-presentadora al programa Supervivientes a Telecinco. Com a continuació del programa, al juny es va anunciar la seva incorporació al programa, també de Telecinco, Pasaporte a la isla però al final la cadena va decidir donar-li un descans i va ser substituïda per Laura Lobo.
A partir de setembre de 2015 va co-presentar Límite 48 horas de Gran Hermano des de l'interior de la casa de Guadalix de la Sierra. A principis de 2016 es va donar a conèixer que repetiria com a presentadora de Supervivientes i al setembre del mateix any va tornar com co-presentadora de Límite 48 horas de Gran Hermano 17.
A principis de novembre de 2016 es va confirmar que presentaria al costat de Carlos Sobera les campanades de Cap d'any des de la Puerta del Sol de Madrid per a Mediaset Espanya.
El març de 2017 es va incorporar com a col·laboradora al programa Dani & Flo presentat per Florentino Fernández i Dani Martinez en Cuatro. L'agost del mateix any es va anunciar la seva incorporació al programa de les sobretaules de Cuatro com a nova presentadora.

## Trajectòria

### Televisió
| Programes de TV | Programes de TV               | Programes de TV | Programes de TV            |
| Any             | Programa                      | Cadena          | Notes                      |
| --------------- | ----------------------------- | --------------- | -------------------------- |
| 2020            | Eurogames                     | Mitele Plus     | Presentadora               |
| 2015 - present  | Supervivientes                | Telecinco       | Presentadora               |
| 2018 - 2019     | Campanadas de fin de año      | Telecinco       | Presentadora               |
| 2018            | Planeta Calleja               | Cuatro          | Convidada                  |
| 2016 - present  | Gran Hermano VIP: Última hora | Telecinco       | Presentadora               |
| 2017 - 2018     | Dani&Flo con Lara Álvarez     | Cuatro          | Presentadora               |
| 2017            | Mi casa es la tuya            | Telecinco       | Convidada                  |
| 2016 - 2017     | Campanadas de fin de año      | Telecinco       | Presentadora               |
| 2015 - 2016     | Gran Hermano: Límite 48 horas | Telecinco       | Co-presentadora            |
| 2015            | Todo va bien                  | Cuatro          | Presentadora               |
| 2014            | Espejo público                | Antena 3        | Col·laboradora             |
| 2014            | En el aire                    | La Sexta        | Col·laboradora             |
| 2013 - 2014     | Jugones                       | La Sexta        | Presentadora               |
| 2012 - 2013     | Mundial MotoGP                | Telecinco       | Presentadora               |
| 2011 - 2012     | Deportes Cuatro               | Cuatro          | Presentadora               |
| 2011            | Qué quieres que te diga       | Cuatro          | Col·laboradora             |
| 2010 - 2011     | La Sexta Deportes             | La Sexta        | Presentadora               |
| 2010 - 2011     | Campanadas de fin de año      | Marca TV        | Presentadora               |
| 2010 - 2011     | Tiramillas                    | Marca TV        | Presentadora               |
| 2010            | Marca gol                     | Marca TV        | Presentadora               |
| 2009            | Ahorro y finanzas             | TeleAsturias    | Presentadora               |
| 2006            | Hoy por ti                    | Telemadrid      | Redactora i col·laboradora |

### Publicitat
| Publicidad  | Publicidad | Publicidad                                    |
| Any         | Marca      | Campanya                                      |
| ----------- | ---------- | --------------------------------------------- |
| 2018        | GHD        | Larga vida a las Reinas                       |
| 2017 - 2018 | Luxenter   | Lara for Luxenter                             |
| 2017        | Sesderma   | Beauty Film con Nieves Álvarez i Lara Álvarez |
| 2006        | MTV        | Los Hapiness: Amo a Laura                     |

## Premis i nominacions
Premis de l'Acadèmia de les Ciències i les Arts de Televisió d'Espanya
| Any  | Categoria                            | Treball             | Resultat |
| ---- | ------------------------------------ | ------------------- | -------- |
| 2018 | Millor presentador/a d'entreteniment | Supervivientes 2018 | Nominada |

Premis Cosmopolitan
| Any  | Categoria     | Treball                   | Resultat |
| ---- | ------------- | ------------------------- | -------- |
| 2017 | Premi TV Star | Dani&Flo con Lara Álvarez | Premiada |